# Alonso de Benavides
Alonso de Benavides (en portugués: Afonso de Benavides) (c.1578-1635) fue un fraile franciscano, custodio de Nuevo México y arzobispo de Goa portugués.
En primer tercio del siglo XVII promovió las misiones novohispanas del actual Nuevo México (EE. UU.) y es autor de la primera referencia escrita del pueblo Navajo.

## Biografía

### Inicios
Originario de la isla de San Miguel (Azores, Portugal) hijo de Pedro Alonso Nieto y Atonia Murato de Benavides. En época de la monarquía hispánica, viajó a Nueva España en 1598, y profesó en el convento franciscano de México (1603). Ejerció de maestro de novicios en el convento de Puebla. 

### Custodio en Nuevo México
En 1622 fue destinado, junto a 26 o 27 frailes, a la provincia franciscana de Custodia de la Conversión de San Pablo del Nuevo México, cuyo primer custodio fue Esteban de Perea. Fue nombrado padre custodio de 1626 a 1629 y se esforzó en establecer las misiones de la región, llegando su labor evangelizadora a los apaches del alto Gila (Nuevo México, EE. UU.)  Además, promovió la construcción de un convento e iglesia en Santa Fe. Algunas de las poblaciones y misiones establecidas por Benavides fueron Picuries (indios tiwas), misión de San Jerónimo en Taos (indios taos), Acoma en 1629 (indios gueres). En cuanto a la expansión a las zonas Pilabo, Senecú y Sevilleta (1626), la conversión del jefe apache gila Sanaba facilitó el establecimiento de las misiones en la región del río Bravo. Además, en 1629 fundó el convento e iglesia en Santa Clara de Capoo (indios tiwa) en la frontera con el territorio apache, y que permitió la conversión de los belicosos apaches navajos. Se calcula que en las misiones de Nuevo México hubo más de 16.000 conversos. En 1629 dejó el cargo de custodio y marchó a la capital, México.  
En 1630 viajó a España y presentó su Memorial al rey. Se entrevistó con sor María de Ágreda Solicitando desde 1631 volver con los franciscanos de Nuevo México, el Becerro General de Figueroa lo sitúa en México en 1632 y de regreso a Nuevo México en 1633-1634. Además, fue confesor de Francisco de Melo (1633-35) 

### Arzobispo de Goa y muerte
En primavera de 1634 fue nombrado obispo auxiliar del arzobispo de Goa y luego arzobispo de Goa (India portuguesa), marchando a España en 1635 para preparase para su nuevo destino. Falleció ahogado antes de llegar a Goa.  

## Relación de los grandes Tesoros espirituales y temporales descubiertos con el auxilio de Dios en el Nuevo México
Para aumentar el interés por Nuevo México, escribió y publicó dos escritos exagerados en cuanto al número de indios, pero que son muy valiosos para el conocimiento de la etnografía y la etnología de Nuevo México. Su recuento del número de personas y pueblos puede haber sido influenciada por los datos copiados de Antonio de Espejo.
Publicó la "Relación de los grandes Tesoros espirituales y temporales descubiertos con el auxilio de Dios en el Nuevo Mexico", mejor conocidos como el "Memorial que Fray Juan de Santander de la orden de San Francisco &c. presenta á la Majestad Católica del Rey" (Madrid, 1630). Por el Memorial, conocido después como de Benavides, se deduce que el fraile fue un celoso propagandista religioso, de personalidad entusiasta, fuerte y valeroso de espíritu. El título completo es Memorial que fray Iuan de Santander de la Orden de San Francisco, comissario general de Indias, presenta a la magestad catolica del rey don Felipe Quarto nuestro señor. Buscaba persuadir al rey para que enviara más misioneros a Nuevo México. El Memorial causó impresión en la época y fue traducido al francés, holandés, latín y alemán.
En 1634 Benavides revisó, por petición del papa Urbano VIII, el Memorial, del que hay una copia manuscrita en los archivos de la Propaganda en Roma. En la revisión subraya las dificultades de las tareas y sufrimientos de los misioneros, que Benavides casi había ignorado en la primera edición. Es una obra interesante porque cuenta la historia de las misiones y describe el territorio por el que se extendía la obra misionera.

## Obras
- Relación de los grandes Tesoros espirituales y temporales descubiertos con el auxilio de Dios en el Nuevo Mexico  o Memorial que fray Iuan de Santander de la Orden de San Francisco, comissario general de Indias, presenta a la magestad catolica del rey don Felipe Quarto nuestro señor (1630)